# Yan Lei
Yan Lei (chinesisch 颜磊, Pinyin Yán Lěi; * 1965 in Langfang) ist ein chinesischer Künstler. Er lebt in Peking und Hongkong.
1982 schloss Yan seine Ausbildung an der Hebei School for Arts and Crafts ab. In der Folge studierte er bis 1991 an der Chinesischen Hochschule der Künste in Hangzhou.
Yans Werke umfassen ein weites Spektrum, so arbeitete er schon mit Performancekunst, Fotografie, Malerei, Skulpturen und Installationen. Er nutzt diese Mittel, um die Rolle des Künstlers zu „verhöhnen und zu hinterfragen“.
Werke von Yan wurden auf Gruppenausstellungen in Frankreich, Italien, China, Belgien, Brasilien, Südkorea, der Schweiz, Finnland, den Niederlanden und den Vereinigten Staaten ausgestellt. Dazu kommen Soloausstellungen, beispielsweise im Aspen Art Museum (2008) und im Galerie Loft (2002). Er nahm zudem er an der documenta 12 und der dOCUMENTA (13) teil.
2002 erhielt er den Chinese Contemporary Art Award.